# The Good, the Bad and the Queen
The Good, the Bad and the Queen, parfois abrégé TGTBTQ, est un supergroupe de rock alternatif britannique, originaire de Londres, en Angleterre. Il est formé par Damon Albarn, le leader de Blur.

## Biographie

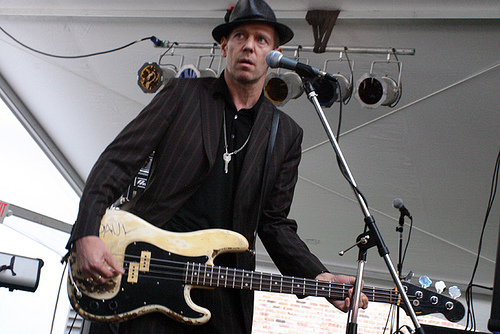
Paul Simonon, avec The Good, the Bad and the Queen, au Levi's/FADER Fort d'Austin (Texas), en mars 2007.

The Good, the Bad and the Queen est d'abord un projet solo de Damon Albarn, produit par Danger Mouse, déjà producteur de Demon Days, le deuxième album studio de Gorillaz. Cependant, New Musical Express révèle à la fin juillet 2006 que le projet était en fait un nouveau groupe formé par Damon Albarn sur l'impulsion de Tony Allen et ainsi composé de Damon Albarn (chanteur de Blur et Gorillaz), du bassiste de The Clash, Paul Simonon, de l'ancien guitariste de The Verve et de Gorillaz, Simon Tong, et du batteur de Fela Kuti, Tony Allen.
Lors de leur premier concert, le 26 octobre 2006 à la Roundhouse de Londres, Damon Albarn a demandé plusieurs fois aux autres membres du groupe de recommencer des morceaux qu'il estimait ratés. Pour le critique de New Musical Express, ces directives ont quelque peu gâché l'ambiance d'un premier concert qu'il a par ailleurs apprécié.
Les quatre artistes partent ensuite sur la route d'une grande tournée mondiale. Sur scène, ils sont rejoints par quelques musiciens supplémentaires, dont quatre cordes. La fin de chaque concert de cette tournée est également marquée par la présence d'Eslaam Jawaad, invité sur la chanson Mr. Whippy (cette chanson est également disponible, toujours avec Eslaam Jawaad, sur la face B du maxi Herculean).
En 2018, le supergroupe revient avec un second album studio, Merrie Land. Un single homonyme sort en octobre 2018.

## Membres
- Damon Albarn : chant
- Paul Simonon : guitare basse
- Simon Tong : guitare
- Tony Allen : batterie

## Discographie

### Singles
- 2006 : Herculean (30 octobre)
- 2007 : Kingdom of Doom (15 janvier)
- 2007 : Green Fields (2 avril)
- 2018 : Merrie Land (23 octobre)